# Мачинский, Алексей Владимирович
Алексей Владимирович Мачинский (16 марта 1910, Калуга — декабрь 1942) — советский археолог, специалист в области археологии и этнографии Кавказа, и древней истории Южной Америки, участник ВОВ.

## Биография
Источники: 
Родился в Калуге, в русской дворянской семье. С 1918 по 1927 год учился в Первой Единой Трудовой Детскосельской (до 1918 года Царскосельская Императорская гимназия) школе. После окончания школы Алексей Мачинский поступил в ЛГУ (ЯМФАК) на отделение «Древнего мира» факультета языкознания и материальной культуры, а закончил учиться уже на отделении Истории материальной культуры Ленинградского государственного историко-лингвистического института (ЛИФЛИ), где получил специальность по направлению «История Древнего Востока». В 1928 и 1929 годах Алексей получил первые навыки полевой археологической работы в Северо-Кавказской экспедиции ГАИМК под руководством А. А. Миллера (раскопки Кобякова городища, обследование Елисаветовского городища). С декабря 1930 года Алексей Мачинский был назначен заведующим Антирелигиозным кабинетом при Смольнинском районном Доме партийного актива, где трудился до 1 июня 1931 года. В январе 1931 году Алексей закончил институт и получил квалификацию научного работника II разряда в области Истории Древнего Востока и специальность музееведа.
В марте 1931 года поступил на работу в Государственную Академию истории материальной культуры (ГАИМК) в качестве научно-технического сотрудника сектора «Доклассового общества». В июне 1932 года Алексей был переведён в научные сотрудники II разряда и назначен заведующим архивом ГАИМК, где числился до 1936 года и совмещал обязанности заведующего архивом с должностью старшего научного сотрудника Института истории рабовладельческого общества (ИИРО) ГАИМК, а также с должностью секретаря кружка по изучению Древнего Востока в Государственном Эрмитаже, занимался исследованием проблем древнеегипетского сельского хозяйства. Регулярно выезжал в новостроечные (охранно-спасательные) экспедиции на Кавказ и в Крым. В 1934 году работал заведующим раскопом в составе Терской и Керченской (на Тиритаке) археологических экспедиций ГАИМК. С большой охотой занимался историей Древнего Египта и археологией Южной Америки. Он увлёкся мало исследованной темой — реконструкция музыкального строя древнеегипетских инструментов. Используя для анализа расчётную формулу, предложенную братом Матвеем, он сделал вывод, что древнеегипетский музыкальный строй «был близок к строю шотландской или китайской гаммы». С 15 апреля 1935 года Алексей Мачинский начал параллельно работать по договору научным сотрудником в Институте Антропологии и Этнографии (ИАЭ) АН СССР. Перейдя на постоянную работу в Институт антропологии и этнографии, Алексей Мачинский не оставил своих археологических интересов, связанных прежде всего с Кавказом. С 1936 по 1939 год он регулярно выезжал на разведки и раскопки на территорию Чечено-Ингушской АССР. С января 1939 года Алексей Владимирович Мачинский преподаёт в Ленинградском педагогическом институте им. Покровского.
10 декабря 1939 года был призван в РККА и зачислен сначала в инженерные войска, затем в батальон связи 69-й стрелковой дивизии. В мае 1940 года на месте службы в селе Черемхово в Амурской области Хабаровского края Алексей, при рытье учебных окопов, нашёл несколько фрагментов древней керамики и камень со следами обработки. В этом месте оказался один из памятников мохэской культуры. Летом 1941 года Алексей Мачинский попал на фронт. В начале войны он служил переводчиком в штабе дивизии. В сентябре 1941 года за проявленные в бою храбрость (подбитый вражеский танк) и «способность к руководству боевыми действиями» получил звание лейтенанта. В декабре 1942 года лейтенант А. В. Мачинский погиб во время налёта немецкой авиации.
В Музее антропологии и этнографии имени Петра Великого РАН (МАЭ РАН) на мраморной доске золотыми буквами написано: «Светлой памяти сотрудников Института этнографии, погибших в годы Великой Отечественной войны (1941—1945 гг.). Пали в боях за Родину Г. Д. Вербов, М. В. Евстратов, А. М. Кукулевич, И. М. Лекомцев, А. В. Мачинский, Н. П. Никульшин, А. А. Савинич, А. Шакуров, К. Н. Шакуров, Н. Б. Шнакенбург».

## Семья
Источники: 
- Отец — Владимир Матвеевич Мачинский (1851 — лето 1935). Инженер-технолог, статский советник служил в Министерстве путей сообщения. Был награждён Орденом Святого Станислава 2-й степени. В послереволюционное время Владимир Матвеевич, как опытный инженер, до 1928 года работал в советских учреждениях в Правлении Северо-Западных железных дорог, после чего ушёл в отставку и стал персональным пенсионером;
- мать — Ольга Константиновна Мачинская (в дев. Платонова) (1872—?). Преподаватель в гимназии. В послереволюционное время Ольга Константиновна, до выхода на пенсию в 1929 году, преподавала в средних школах Ленинграда;
- брат (старший) — Владимир (конец 1890-х — после 1959). В 1915 году закончил с серебряной медалью Императорскую Царскосельскую Николаевскую гимназию. После революции Владимир преподавал историю в средней школе Ленинграда и посещал занятия по подготовке экскурсоводов, организованные сотрудниками Экскурсионной секции Музейного отдела Главискусства, где особую роль играл Николай Павлович Анциферов. Впоследствии факт участия в кружке привлёк к Владимиру внимание НКВД и в марте 1935 года он был выслан из Ленинграда в село Николаевка Пригородного района Куйбышевской области сроком на пять лет. Вместе с ним в ссылку были отправлены и его родители. Известно, что Владимир в конце 1950-х проживал в посёлке Снегирь Московской области;
- брат (средний) — Матвей (1907—1981). Закончил ту же школу, что и Алексей с Владимиром. Экстерном сдал экзамены по программе Высших курсов искусствоведения при Государственном институте истории искусств по специальности «акустика». Матвей являлся сотрудником нескольких институтов, лабораторий и обществ. С начала 1930-х Матвей Мачинский возглавлял Ленинградскую группу изучения реактивного движения, разрабатывал проекты двигателей и дискутировал с С. П. Королёвым о технике реактивного движения, занимал должность профессора физики. Во время ВОВ находился в оккупации. Сотрудничал с немцами в качестве переводчика и занимался публицистикой в оккупационной прессе. После войны оказался в Западной Германии, а затем во Франции. Опубликовал более двухсот работ по теоретической физике, математике и философии. Открытый им в теории орогенеза «закон Мачинского» позволил определить высоты Антарктиды;
- жена — Нина Анатольевна Винберг (1900—1984), сотрудница библиотеки ИИМК АН СССР[4];
- сын — Дмитрий Алексеевич Мачинский (1936 — 2012), советский и российский археолог и историк;
- внучка — Анна Дмитриевна Мачинская (1964 — 1994) (дочь Д. А. Мачинского), археолог.